# Phylica galpinii
Phylica galpinii är en brakvedsväxtart som beskrevs av Neville Stuart Pillans. Phylica galpinii ingår i släktet Phylica och familjen brakvedsväxter. Inga underarter finns listade i Catalogue of Life.